# Nyamuragira
Nyamuragira je štítová sopka nacházející se v masivu Virunga v Demokratické republice Kongo. Poloha jednoho z nejaktivnějších afrických vulkánů je 25 km severně od jezera Kivu.
Podle vulkánu byla pojmenována vosa Pristonesia nyamuragira z čeledi hbitěnkovitých nalezená v jeho okolí.

## Aktivita
Oběti si sopka připsala pouze v letech 1912 až 1913. Poslední erupce byla zaznamenána v roce 2019. Kráter má rozměry 2 × 2,3 km, od sousední sopky Nyiragongo je vzdálený 14 kilometrů.